# Eddie Testa
Pour les articles homonymes, voir Testa.
Eddie Testa, né le 1er décembre 1910 à Los Angeles et mort le 9 décembre 1998, est un coureur cycliste américain, coureur de courses de six jours. Il participe aux Jeux olympiques d'été de 1932 sur l'épreuve de poursuite 4 000 mètres.

## Palmarès
- 1934
  - Six Jours de Los Angeles (avec Lew Rush)
  - Six Jours de Vancouver (avec Cecil Yates)
  - 3e des Six Jours de San Francisco (avec Fred Spencer)
- 1937
  - 2e des Six Jours de Cleveland (avec George Dempsey)
  - 2e des Six Jours de San Francisco (avec Freddy Zach)